# Zdzisława Kopczyńska
Zdzisława Kopczyńska (ur. 11 stycznia 1919 w Hrubieszowie, zm. 14 października 1982 w Warszawie) – polska uczona, harcerka, absolwentka KUL, literaturoznawczyni, długoletnia pracownica Instytutu Badań Literackich, specjalistka z zakresu wersologii. Współpracowała z Lucyllą Pszczołowską.

## Życiorys
Córka Ksawerego Kopczyńskiego (1892–1964). Jako uczennica w hrubieszowskim gimnazjum była redaktorką gazetki „Przedwiośnie”, zaangażowana w harcerstwo była instruktorką chorągwi lwowskiej i lubelskiej ZHP. Studiowała polonistykę na Uniwersytecie Jana Kazimierza (1938/1939) i Katolickim Uniwersytecie Lubelskim (1944–1948). W czasie II wojny światowej służyła w Armii Krajowej ps. Elżbietka. Prowadziła tajne nauczanie w tzw. Folwarku Kruczkowskiego.
Całą karierę zawodową była związana z Instytutem Badań Literackich Polskiej Akademii Nauk. W 1962 obroniła pracę doktorską Z zagadnień wiersza epiki romantycznej opublikowaną w tomie O wierszu romantycznym (1963). Była redaktorem tomów Sylabizm (1956) i Sylabotonizm (1957) oraz jednym z autorów tomów Rytmika (1963) i Strofika (1964) w serii Poetyka. Zarys encyklopedyczny, redaktorem tomów Słownik rytmiczny i sposoby jego wykorzystania (1978) i Słowiańska rytmika porównawcza. 2 (1984) - wspólnie z Lucyllą Pszczołowską). Opublikowała m.in. prace Poezja i język w wypowiedziach Kazimierza Brodzińskiego i Leona Borowskiego (w zbiorze Studia z teorii i historii poezji Wrocław 1970), Poezja jest sztuką przez język (w zbiorze Język i poezja. Z dziejów świadomości XVIII wieku Wrocław 1970), „Słowo” w Mickiewiczowskiej koncepcji języka (w zbiorze Mickiewicz. Sympozjum w Katolickim Uniwersytecie Lubelskim Lublin 1970) oraz książki Język a poezja. Studia z dziejów świadomości językowej i literackiej Oświecenia i romantyzmu (Wrocław 1976), Tonizm (Wrocław 1979, z Teresą Dobrzyńską. W latach 1969–1981 kierowała działem Zagadnienia języka artystycznego w Pamiętniku Literackim. W 1980 przeszła na wcześniejszą emeryturę.
Zmarła w Warszawie, została pochowana na cmentarzu w Hrubieszowie.